# Pedregalejo Playa
Pedregalejo Playa es un barrio perteneciente al distrito Este de la ciudad andaluza de Málaga, España. Según la delimitación oficial del ayuntamiento, limita al norte con los barrios de Torre de San Telmo y Pedregalejo; al este, con el barrio de Las Acacias; al oeste, con los Baños del Carmen; y al sur con el mar.

## Transporte
En autobús está conectado al resto de la ciudad mediante las siguientes líneas de la EMT: 
| Línea | Trayecto                                   | Recorrido | Frecuencia    |
| ----- | ------------------------------------------ | --------- | ------------- |
| 11    | Alameda Principal - El Palo                | Recorrido | 8 minutos     |
| 29    | Jarazmín - El Palo                         | Recorrido | 60 minutos    |
| 33    | Alameda Principal - Cerrado de Calderón    | Recorrido | 25-35 minutos |
| 34    | Alameda Principal - Pedregalejo (La Mosca) | Recorrido | 30-35 minutos |
| N1    | Puerta Blanca - El Palo                    | Recorrido | 25 minutos    |